# Neuroleon waterloti
Neuroleon waterloti är en insektsart som beskrevs av Navás 1921. Neuroleon waterloti ingår i släktet Neuroleon och familjen myrlejonsländor. Inga underarter finns listade i Catalogue of Life.